# Stora Hults fälad
Stora Hults fälad är ett naturreservat i Förslövs socken i Båstads kommun i Skåne.
Reservatet är beläget nära havet norr om Vejbystrand, i byn Stora Hult. Alldeles intill ligger naturreservatet Stora Hults strand. Området är 4,8 hektar stort och bildades som naturminne 1959 och blev naturreservat 1991.

## Flora och fauna

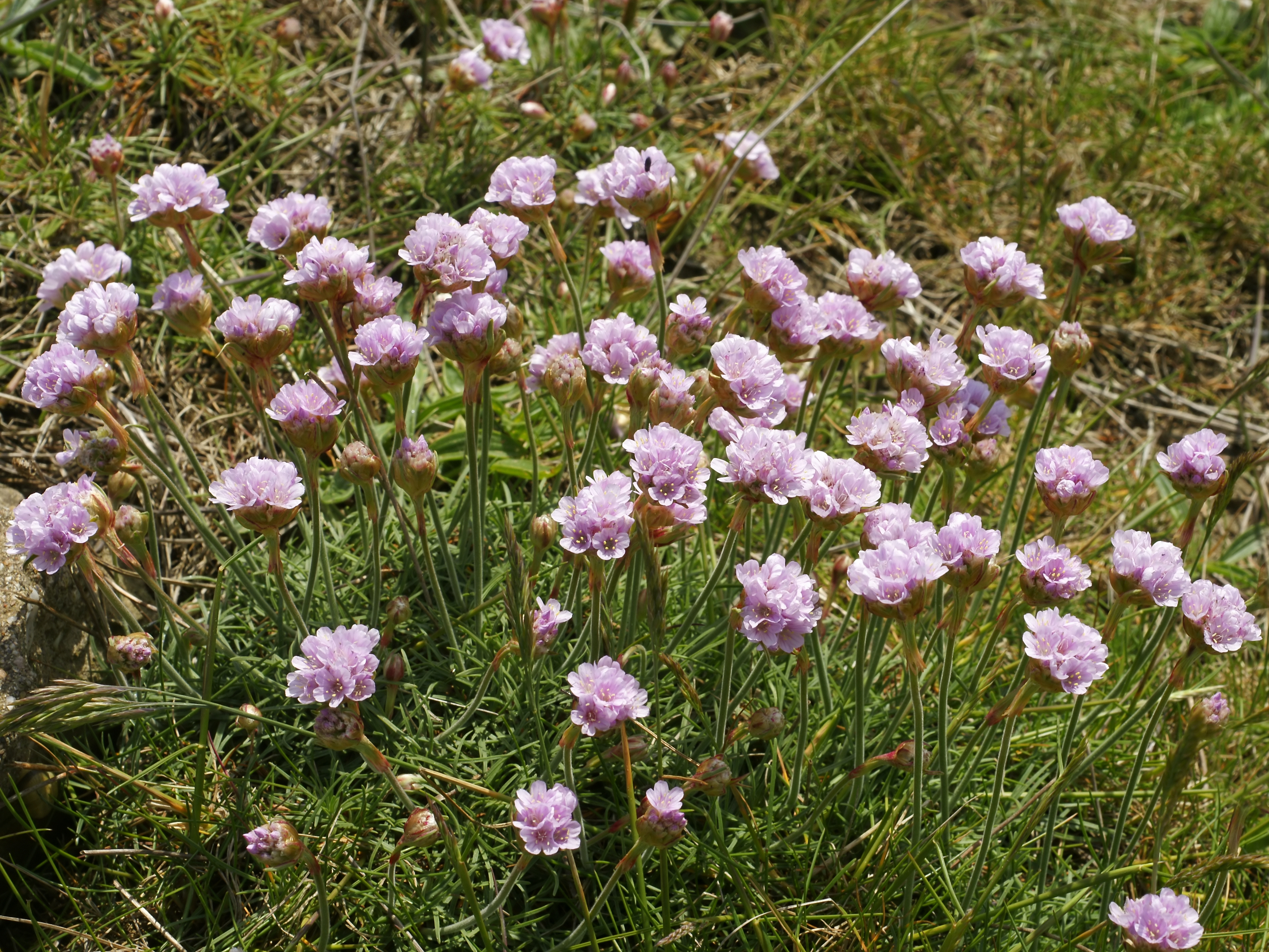

Fäladen är en rest av en betesmark som tillhört byn Stora Hult. Marken i reservatet är sandig och består till stor del av gräsmark. Här finns även äldre sanddyner. Där växer fårsvingel, sandstarr, vårtåtel, gulmåra, gråfibbla, liten blåklocka, gul fetknopp, ängsviol, jordtistel, trift och backtimjan. I väster är marken mer fuktig och där växer stagg, knägräs, hirsstarr, darrgräs, ängsvädd och jungfrulin.